# Curimopsis paleata
Curimopsis paleata là một loài bọ cánh cứng trong họ Byrrhidae. Loài này được Erichson miêu tả khoa học năm 1846.